# 大槻衣裳
有限会社大槻衣裳（おおつきいしょう）は、テレビ番組・舞台の衣裳を貸出する企業である。吉本興業衣裳部が取り入れられている。

## 会社概要

### 所在地
- 大阪市住吉区帝塚山中3丁目8-7

### 設立年月日
- 1935年

### 代表者
- 大槻忠之

## 主な衣裳担当番組
（凡例）太字：現在放映中の番組。
- よしもと新喜劇
- 日曜笑劇場
  - あっちこっち丁稚
  - やっさんのはちゃめちゃ捕物帖
  - 花の駐在さん
  - さんまの駐在さん
  - サブシロのTHE・ハタラケ興業
  - 松ちゃん浜ちゃんの純情通り三番地
  - ファンキーモンキー寛平先生がゆく!
  - なんじゃそら三人組
  - ツッコメディ!痛快パラダイス
  - なにわ人情コメディ 横丁へよ〜こちょ!
  - なんやモー目茶苦茶屋
  - あったか人情コメディ 湯けむりパラダイス!
  - 爆笑!ふれあいコメディ こちらかきくけ公園前
  - 全快はつらつコメディ お笑いドクター24時!!
  - 熱血!人情派コメディ しゃかりき駐在さん
  - ほっとけ!3人組
- ダウンタウンのゆーたもん勝ち
- 三枝の激闘スタジアム
- 摩訶不思議 ダウンタウンの…!?
- 電動くるくる大作戦
- すんげー!Best10
- 名探偵・山田花子
- やすしきよしの夏休み
- メッセ弾
- 枠アリ!
- キャラもん

## 会社訪問された番組
- ジャイケルマクソン
- ごきげん!ブランニュ
- ごぶごぶ